# Aldeanueva de Ebro
Aldeanueva de Ebro település Spanyolországban, La Rioja autonóm közösségben. Aldeanueva de Ebro Alfaro, Calahorra, Autol, Azagra és Rincón de Soto községekkel határos. Lakosainak száma 2691 fő (2024).

## Népesség
A település népessége az elmúlt években az alábbi módon változott:
| Lakosok száma | 2481 | 2553 | 2725 | 2812 | 2815 | 2803 | 2730 | 2761 | 2786 | 2691 |
|               | 2001 | 2004 | 2007 | 2009 | 2012 | 2014 | 2017 | 2019 | 2022 | 2024 |